# ヤシカのカメラ製品一覧
ヤシカのカメラ製品一覧（やしかのかめらせいひんいちらん）はヤシカのカメラ製品の一覧。前身である八洲精機（ - 1953年）、八洲光学精機（1953年 - 1958年）の製品、ヤシカを吸収合併した京セラ（1983年 - ）のカメラ製品を含む。ヤシカと京セラのコンタックスブランドのカメラ製品は、コンタックスを参照。

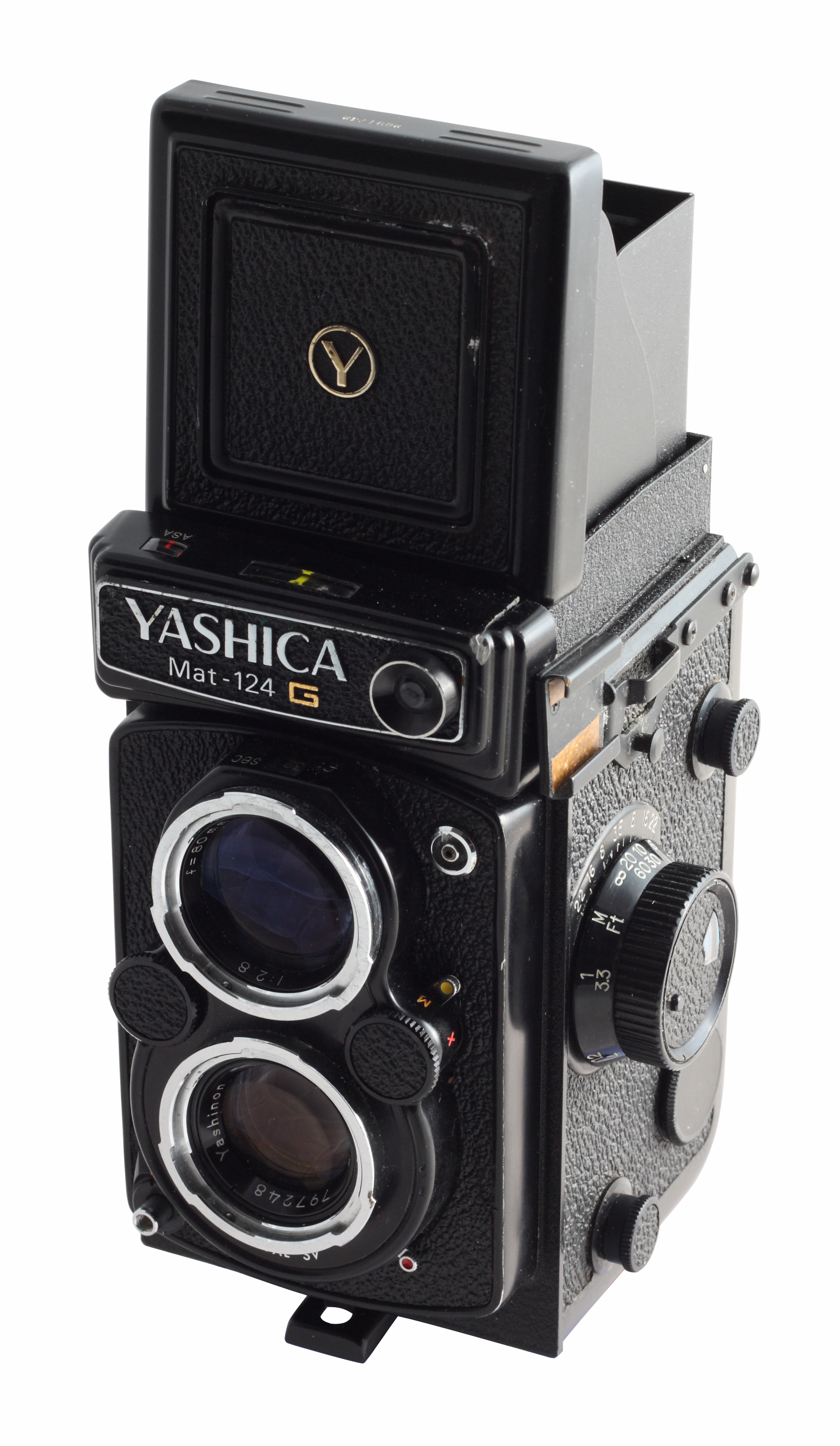
ヤシカマット124G6x6カメラ（1971年発売）

## 120フィルム使用カメラ

### ヤシカフレックスシリーズ
6×6cm判二眼レフ。機種は多種で、「Yashicaflex」銘板のみ記された機種が多く機種特定が難しい。

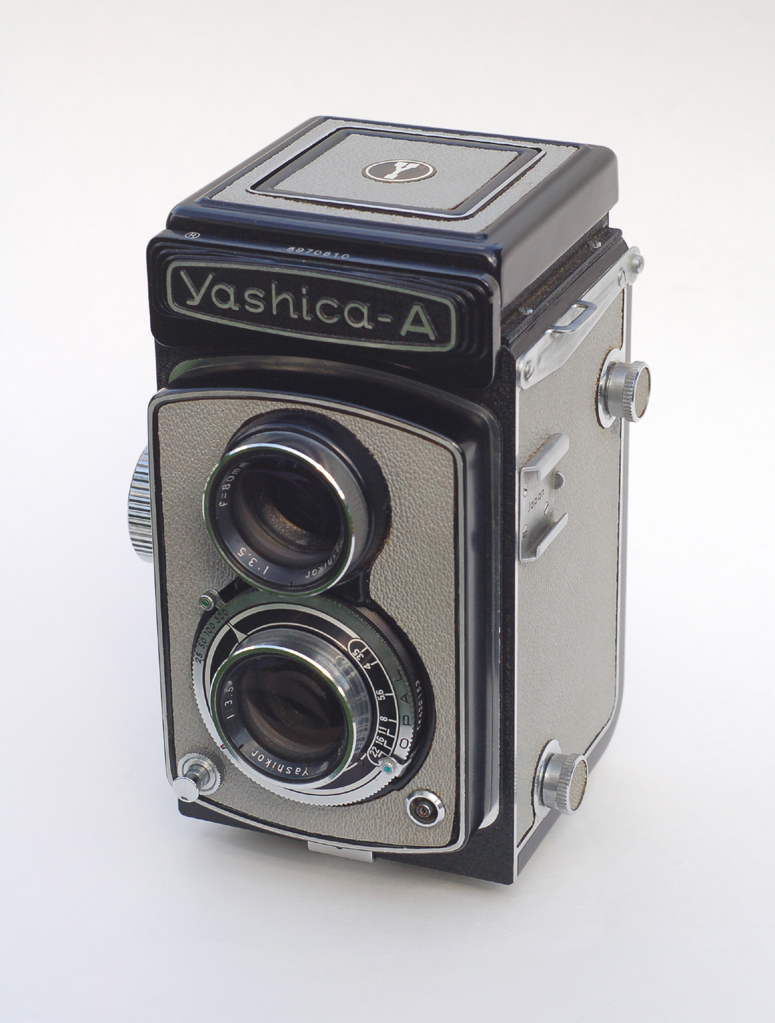
ヤシカフレックスAIII

- ピジョンフレックス（1953年発売） - 「ピジョン」ブランドの写真用品を発売していたエンドー写真用品株式会社（東京）へのOEM供給製品。レンズは富岡光学製造のトリローザ80mmF3.5。シャッターはNKS、シャッター速度B、1-1/200秒。同年中に八洲精機が自社ブランドでのカメラ事業進出を決め、同一設計でヤシマフレックスのちヤシカフレックスと改名して製造発売。ピジョンフレックスの製造は1954年以降、ヤシカと同様にOEMで35mmカメラ「ピジョン35」を製造していた信濃光機に移される。
- ヤシカフレックスB前期型（1953年発売） - シャッターをコパル光機製造所製に変更。シャッター速度B、1/10-1/200秒になった。
- ヤシカフレックスA前期型（1954年発売） - レンズ名称がヤシマーになった。
- ヤシカフレックスAII（1954年発売）
- ヤシカフレックスAS（1954年発売）- セレン露出計搭載機で、レンズはヤシマー。シャッターはコパル製のＢ、1/10 - 1/200秒。スタートマーク合わせの自動巻取り機構を搭載。
- ヤシカフレックスS（1954年発売） - 輸出専用機。世界初のセレン露出計搭載6×6cm判二眼レフ。
- ヤシカフレックスC（1955年発売） - 銘板は単に「Yashicaflex」。シャッターはコパル、シャッター速度B、1-1/300秒。レンズはヤシコール。アタッチメントはローライバヨネットI。
- ヤシカルーキー（1956年発売） - 6×4.5cm判兼用。
- ヤシカフレックスA2（1956年発売） - シャッターがシチズン、シャッター速度B、1-1/400秒になった。
- ヤシカマット（1957年発売） - ヤシカでは初めてクランク巻上とセルフコッキングを採用。レンズは4枚玉でヤシノン銘とルマクサー銘がある。
- ヤシカフレックスAS2（1957年発売） - シャッターがコパル1/10 - 200、レンズはヤシマー。セレン露出計内蔵。
- ヤシカフレックスA後期型（1957年発売） - シャッターはコパル1/25 - 1/200秒。レンズはヤシコール。
- ヤシカフレックスB後期型（1957年発売） - シャッターはコパル1 - 1/500秒。セミオートマット仕様。
- ヤシカLM（1957年発売） - セレン露出計内蔵。ヤシカマットLMとは別機種。銘板は「Yashica-LM」。
- ヤシカマットLM（1958年発売） - セレン露出計内蔵で、感度設定範囲はISO6から当時まだ一般的でなかったISO400までをカバー。銘板は「YASHICA-MAT LM」。
- ヤシカC（1958年発売） - ヤシカフレックスCとは別機種。銘板に「Yashica-C」とある。フレネルレンズ装備。
- ヤシカD（1958年発売） - 機能的にはヤシカBとほぼ同一。通常の黒モデル以外に茶×ページュ、青×ベージュ、黒×ベージュのカラーモデルがある。
- ヤシカ635（1958年発売） - 6×4.5cm判、135フィルムによる24×36mm（ライカ）判でも撮影可能。
- ヤシカオート（1959年発売） - レンズは3枚玉でヤシノンブランド。「ヤシカマット」の普及機。
- ヤシカフレックスAIII（1959年発売） - 銘板に「Yashica-A」とある。事実上ルーキーの後継機で6×4.5cm判兼用。B、1/25-1/300秒。
- ヤシカE（1964年発売） - テイクレンズ周囲のセレン露出計を使用した自動露出機能装備。シャッター速度は1/60秒のみ。
- ヤシカマットEM（1964年発売） - ヤシカマットLMの後継機種。
- ヤシカ24（1966年発売） - ヤシカ二眼レフの近代化設計機。CdS露出計搭載二眼レフ。220フィルム使用可能。
- ヤシカ12（1967年発売） - CdS露出計搭載二眼レフ。120フィルム専用機種。
- ヤシカマット124（1968年発売） - ヤシカ12を220フィルム使用可能にした機種。「124」はヤシカ12とヤシカ24の統合機種の意味。
- ヤシカマット124G（1971年発売） - ヤシカ二眼レフの最終機種で、京セラ合併後も製造販売された[1]。基板の電気端子に金を使用し耐久性を向上。プラスティック化を進めた軽量機体が特徴。

## 126フィルム使用カメラ
- ヤシカEZマチック - 126フィルム使用写真機、以下同。
- ヤシカEZマチックエレクトロ（1965年発売） - ヤシカエレクトロ35のインスタマチック版でゾーンフォーカス式を採用。ドイツコダック500型に似たデザインを採用した。
- ヤシカEZマチック4
- ヤシカミニパック（YASHICA MiniPak ） - 西ドイツ（当時）ビローラのビロマティックX（Bilomatic X ）のOEM品。

## 127フィルム使用カメラ

### ヤシカ44シリーズ
4×4cm判二眼レフ。
- ヤシカ44（1958年発売） - フランケ・ハイデッケのローライフレックス4×4を模した製品。7色のバリエーションを用意した。1958年、米国でローライフレックス4×4の製造元であるフランケ・ハイデッケ有限合名会社代理店から意匠権侵害で提訴され、翌1959年グレー仕上げのヤシカ44を製造中止する条件で和解した。
- ヤシカ44LM（1959年発売） - ヤシカ44のセレン露出計搭載機。デザインを変更しグレー仕上げが復活した。

## 135フィルム使用カメラ

### レンジファインダー・レンズ交換式フォーカルプレーンシャッターカメラ
レンズマウントはライカLマウント。
- ヤシカE/ヤシカYE（1959年発売） - 子会社「大邦光学」として1958年に事実上買収した旧ニッカカメラのコピーライカ「ニッカ33」の同型機で、ヤシカ初の35mmフォーカルプレーンシャッター機。当初は「ヤシカE」として発売しまもなく改称。シャッター速度は1/2～1/500秒。ヤシコール5cmF2.8を標準装備。当時の国内カタログではヤシカ35YEと表記されている。
- ヤシカYF（1959年発売） - ヤシカYEの上位機種。国内では「ヤシカ35フェアウェイ」の愛称で発売。シャッター速度は1/1～1/1000秒。スーパーヤシノン5cmF1.9とヤシコール5cmF2.8モデルがある。バルナックライカのコピーであるYEに対して、ライカM3に似たボディスタイルである。

交換レンズに関してはライカマウントレンズの一覧#ヤシカ参照。

### レンジファインダー・レンズ固定式レンズシャッターカメラ

#### ヤシカ35シリーズ
ヤシカ最初の35mmレンズシャッター式レンジファインダーカメラシリーズ。
- ヤシカ35（1958年発売） - コンタックスIIaに似たデザインのカメラ。コパルMXVシャッター搭載、4群6枚のヤシノン45mmF1.9または4群5枚のヤシノン45mmF2.8を固定装着。
- ヤシカ35YK（1959年発売） - ヤシカ35の輸出専用機種。廉価機種でレンズは3群4枚のヤシノン45mmF2.8を固定装着。シャッターはB・1/15～1/300秒と簡易化されているコパルX。
- ヤシカ35YL（1959年発売） - コンタックス風デザインをやめて、ヤシカYF風のデザインになっている。ライトバリュー式露出調整、採光式ブライトフレームファインダー装備。当初4群6枚のヤシノン45mmF1.9を固定装着で発売され、1960年に4群5枚のヤシノン45mmF2.8を固定装着したモデルが追加された。

#### ヤシカミニスターシリーズ
ライトバリュー式の露出調節方式が特徴の非連動露出計搭載の高級シリーズ。非連動露出計ではあるが、ライトバリュー露出計と機体の操作方法を理解すると「プログラム露出」と同等のコントロールが可能である。
- ヤシカミニスター（1960年発売） - セレン露出計搭載の高級カメラ。レンズはヤシカ35/35YLから引き継がれた4群6枚のヤシノン45mmF1.9または4群5枚のヤシノン45mmF2.8を固定装着する。シャッター速度1～1/500秒のコパルSVLシャッター搭載。露出計の表示数字に合わせてレンズ鏡胴部の露出ダイヤルを手動で操作するライトバリュー式で、露出ダイヤルとシャッター速度ダイヤルの連動機構を持つ。
- ヤシカミニスターII（1962年発売） - ボディダイカストをリンクス1000と共通化している。レンズは3群4枚になった。
- ヤシカミニスターIII（1963年発売） - 露出計受光部がリング型になって、フィルターの露出倍数を自動修正できるようになった。
- ヤシカミニスターD（1964年発売） - CdS露出計を搭載。ヤシノン45mmF1.8のモデルとヤシノン45mmF2.8のモデルがある。
- ヤシカミニスター700（1964年発売） - ミニスターDのレンズがヤシノン45mmF1.7になったマイナーチェンジ機種。
- ヤシカ Electro M5（発売年不明） - ミニスター系の最終モデル。北米のみで販売。電子化されていて、ミニスター3とミニマチックELを融合させたようなスペック。

#### ヤシカリンクスシリーズ
連動露出計を搭載した最高級シリーズ。当時レンズシャッターとしては最高速のシャッター速度1/1000秒で、F1.8の明るいレンズを搭載している。
- ヤシカリンクス1000（1960年発売） - セレン露出計搭載の小型機。レンズは暗所での撮影を考慮してヤシノン45mmF1.8を採用。のちのエレクトロ35の原型ともいわれる。シャッターはコパルSVで、最高速度は1/1000秒を実現している。
ヤシカのレンズシャッター高級機として電池電源に頼らない最後の機種となる。
- ヤシカリンクス5000（1962年発売） - リンクス1000のモデルチェンジ。前面押しボタンでスイッチインするCdS露出計を搭載。
- ヤシカEE（1962年発売） - リンクス1000と同じ骨格を持つ派生機種で、ヤシカ最初のEEカメラ。サークルアイのセレン露出計と段カム制御によりシャッター速度優先の自動露出ができる。レンズはF1.9とF2.8のモデルがある。シャッターは1～1/500秒までのコパルSVAに変更されている。
- ヤシカミニマチックS（1963年発売） - 簡単にEEカメラを使いたいという要望を受け、ヤシカEEからさらに派生した機種で、レンズをヤシノン45mmF1.8、シャッターをコパルユニーク・プログラムシャッターに換装しプログラムEE専用となっている。
- ヤシカリンクス14（1965年発売） - リンクス5000のレンズをヤシノンDX45mmF1.4とした機種。口径確保のため、シャッター速度は1/500秒までに下げられた。
- ヤシカリンクス14E/ヤシカリンクス5000E（1968年発売） - リンクス14およびリンクス5000に集積回路（IC）を組み込んだ機種。プレートに「IC」と表記。

#### ヤシカJシリーズ
普及シリーズ。
- ヤシカJ（1961年発売） - 並行発売のミニスターシリーズ、リンクスシリーズに対する普及機として発売。露出計は搭載されていない。
- ヤシカキャンパス（1962年発売） - ヤシカJの改良機種。

#### ヤシカエレクトロ35シリーズ
「ろうそく1本の光でも写る」カメラを目指し、長時間露出性能の高い電子シャッター使用の絞り優先EEを採用したライカ判EEカメラで、初期はキヤノンの「キヤノネット」などシャッター速度優先EEカメラ、中期以降は小西六写真工業の「コニカC35」シリーズなどコンパクトなEEカメラが事実上のライバル機となった。自動露出機能を持ったEEカメラブームの中で初めて積極的に電池電源を活用した設計を採用。機構の簡略化と信頼性の向上を実現し、世界で約500万台を販売した。F1.7の大口径レンズ「ヤシノンDX/カラーヤシノンDX」と、2分という長時間露光から1/500秒の高速シャッター秒時まで備えるコパル製「コパルエレク」電子シャッターを搭載、暗い場所での撮影を得意とした。機体デザインはGKインダストリアル研究所。「落としても壊れない」がキャッチフレーズで、牛山善政社長自らテレビに出演してカメラを落として見せるパフォーマンスを披露し話題を呼んだ。電池はこのカメラのために作らせたといわれる、高電圧を出せるHM-4N積層水銀電池を使用。

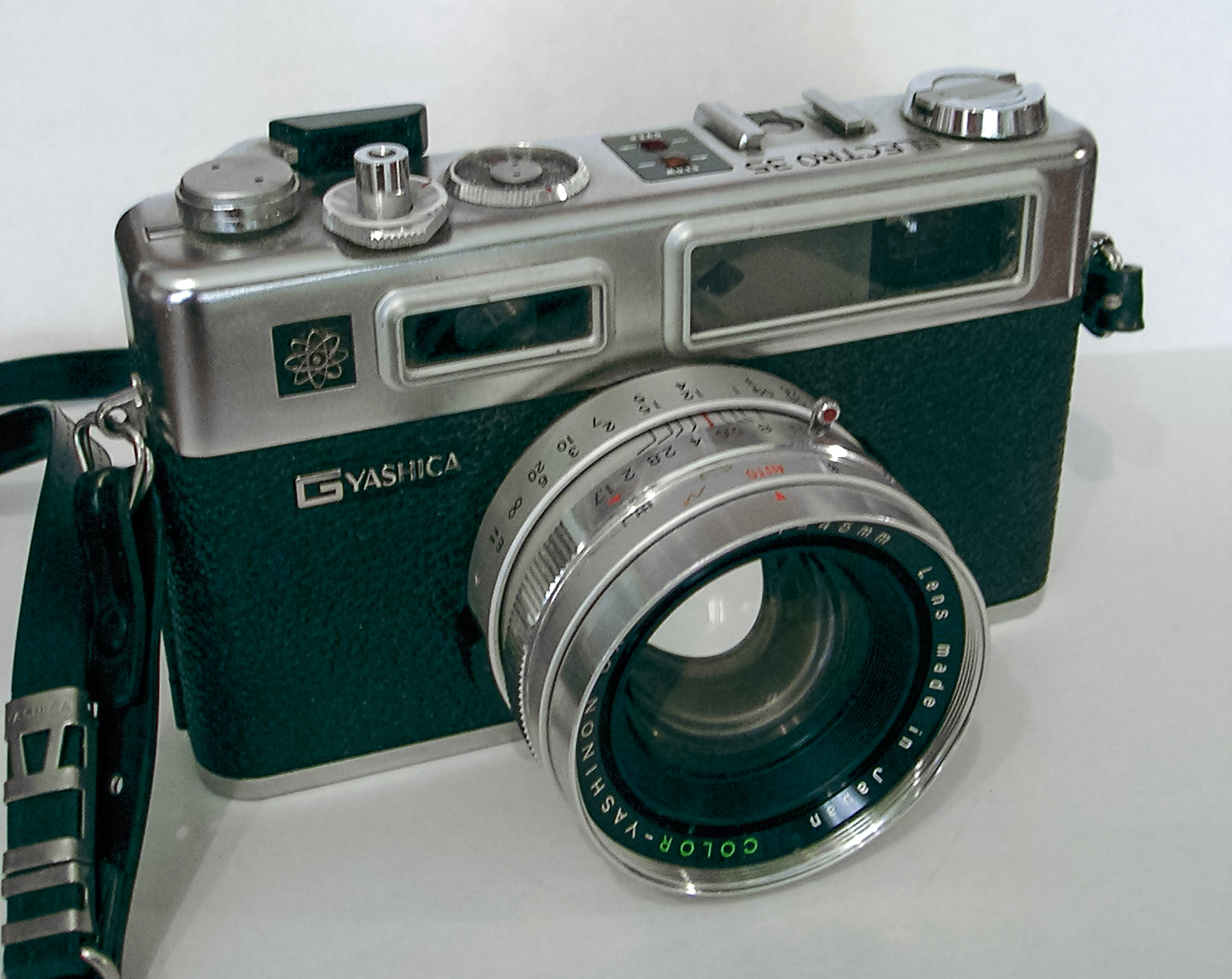
ヤシカエレクトロ35GSN

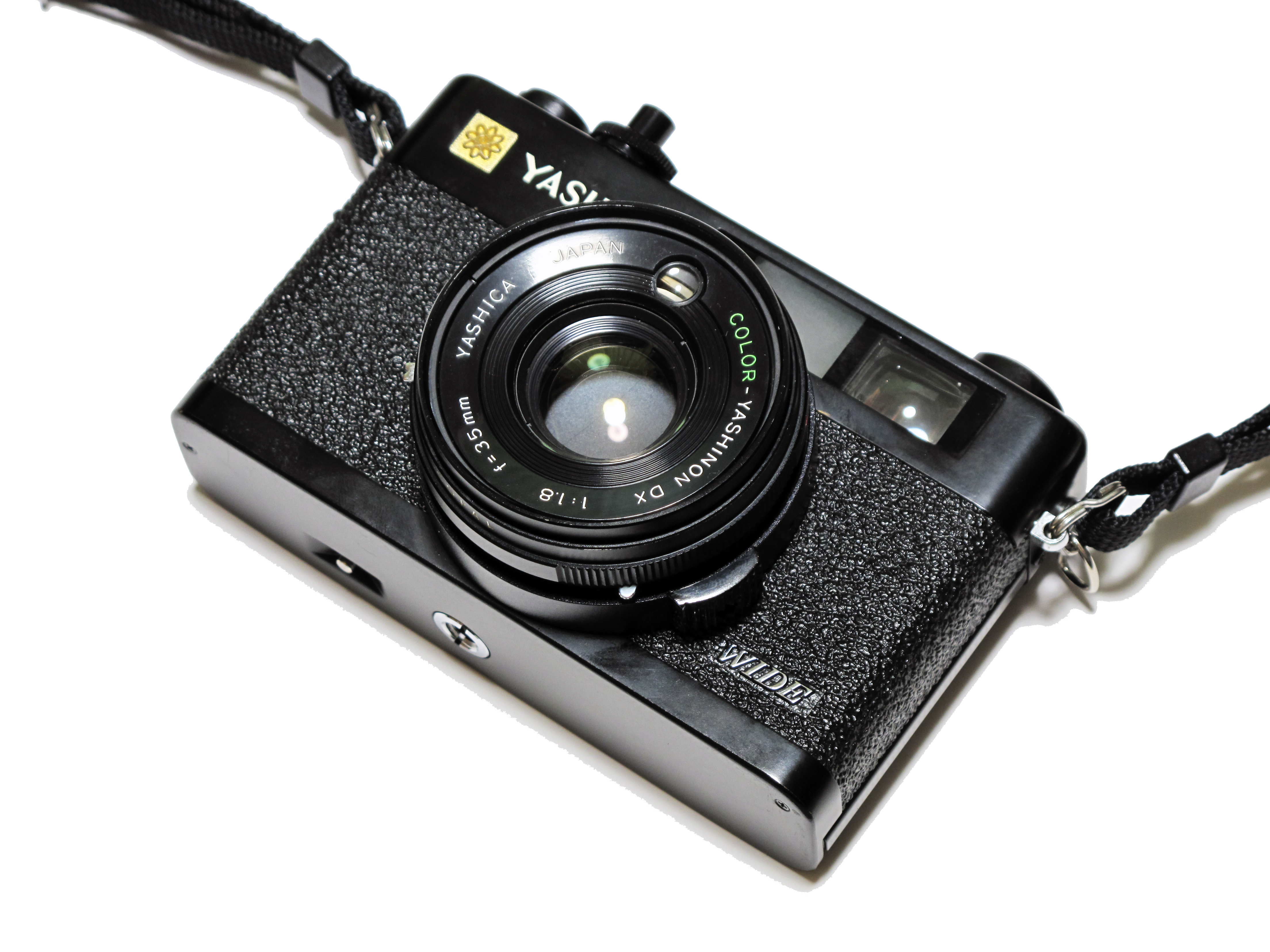
ヤシカエレクトロ35CCN

- ヤシカエレクトロ35（1966年発売） - レンズ：YASHINON-DX 45mm/F1.7 シャッター速度：B・約30秒 - 1/500秒・ストロボ使用時1/30秒  重量：約740g 電池：HM-4N型水銀電池 1個
- ヤシカエレクトロ35プロフェッショナル（1968年発売） - エレクトロ35のブラックモデル。
- ヤシカエレクトロ35G（1968年発売） - Gは「ゴールドメカニカ」。基板の電気接点にロジウムメッキに替え金メッキを採用し耐久性を向上、巻き上げレバーの形状変更などもなされている。レンズ：YASHINON-DX 45mm/F1.7 シャッター速度：B・約30秒 - 1/500秒・ストロボ使用時1/30秒  重量：約730g 電池：HM-4N型水銀電池 1個
- ヤシカエレクトロ35GT（1969年発売） - エレクトロ35Gのブラックモデル。
- ヤシカエレクトロ35GS（1970年発売） - エレクトロ35GのヤシノンDXレンズを新コーティング採用のカラーヤシノンDXレンズに換装。レンズ：COLOR YASHINON-DX 45mm/F1.7 シャッター速度：B・約30秒～1/500秒・ストロボ使用時1/30秒  重量：約710g 電池：HM-4N型水銀電池 1個
- ヤシカエレクトロ35GT（S）（1970年発売） - エレクトロ35GSのブラックモデル。
- ヤシカエレクトロ35CC（1970年発売） - 前年に発売されたコニカC35の刺激を受け、ボディーを小型化した設計変更機種で、シリーズ中唯一35mm F1.8レンズを装備する。電池は6Vの4LR44アルカリ積層電池を使うようになった。この機種用のコパルエレクシャッターは2枚羽根で、シャッターは1/250秒まで。ブラックのみでシルバーモデルは無い。レンズ：COLOR-YASHINON DX 35mm/F1.8 シャッター速度：LT8～1/250秒 重量：約550g 電池：4LR44アルカリ電池 1個
- ヤシカエレクトロ35MC（1972年発売） - ゾーンフォーカス式を採用したシリーズ唯一の目測式機種。レンズはヤシノンDX40mmF2.8、小型化のためシャッターはコパルEJに換装。使用電池は4LR44。レンズ：YASHINON DX 40mm／F2.8 シャッター速度：LT4～1/500秒 重量：約365g 電池：4LR44アルカリ電池 1個
- ヤシカエレクトロ35GSN（1973年発売） - エレクトロ35GSのホットシュー装備機種。使用電池はHM-4N。
- ヤシカエレクトロ35GTN（1973年発売） - エレクトロ35GSNのブラックモデル。使用電池はHM-4N。
- ヤシカエレクトロ35GL（1973年発売） - エレクトロ35GSNの小型化機種。受光素子をCdSからシリコンフォトダイオードに変更し、低輝度下での応答性を飛躍的に高めた。電池はHM-4Nに戻った。レンズ：COLOR YASHINON-DX 40mm／F1.7 シャッター速度：LT約4秒～1/500秒 重量：約680g 電池：HM-4N型水銀電池 1個
- ヤシカエレクトロ35CCN（1973年発売） - エレクトロ35CCのマイナーチェンジ機種。前面に「WIDE」のプレートが付いている。レンズ：COLOR-YASHINON DX 35mm/F1.8 シャッター速度：LT8～1/250秒 重量：約550g 電池：4LR44アルカリ電池 1個
- ヤシカエレクトロ35FC（1973年発売） - フラッシュとの連動を重視し、シャッターはコパルエレクではなく自社製を採用、最高速を1/1000秒に向上した中級機種。ブラックモデルは輸出専用。使用電池はHM-N。レンズ：YASHINON DX 40mm／F2.8 シャッター速度：LT約4～1/1000秒 重量：約430g 電池：HM-N(NR52)型水銀電池 2個
- ヤシカエレクトロ35GX（1975年発売） - シリーズ最終機種。エレクトロ35GLをさらに小型にした。電池はHM-N水銀電池を2個使う仕様になった。レンズ：COLOR-YASHINON DX 40mm/F1.7 シャッター速度：4～1/500秒 重量：約580g 電池：HM-N(NR52)型水銀電池 2個
- ヤシカMG-1（1975年発売） - 海外向けに作られた、エレクトロ35シリーズの事実上の後継機種（香港製なので厳密には日本からの“輸出”モデルではない）。コンパクトカメラのプラスティック化が一般化する直前の最後の機種となった。エレクトロ35GS/GTNのレンズを45mmF2.8に変えた機種。海外ではMG-1の後継機としてMG-2が販売されているが、プラスティック外装の似ても似つかないものになっている。

### レンズ固定式レンズシャッターカメラ

#### ヤシカフラッシュ・オー・セットシリーズ
AG-1閃光電球ソケットを内蔵し、フラッシュ撮影に特化した固定焦点・簡易EEカメラ。
- ヤシカフラッシュ・オー・セット（1961年発売） - シャッター速度1/60秒単速、セレン光電池によるプログラムEEカメラで固定焦点のヤシノン40mmF4レンズを搭載する。AG-1閃光電球ソケットを内蔵している。輸出専用。
- ヤシカフラッシュ・オー・セットII（1962年発売） - フラッシュ・オー・セットのセレン光電池をサークルアイ方式に改めた改良機種。国内向けにも販売された。

#### ヤシカハーフシリーズ
ハーフ判のシリーズ。

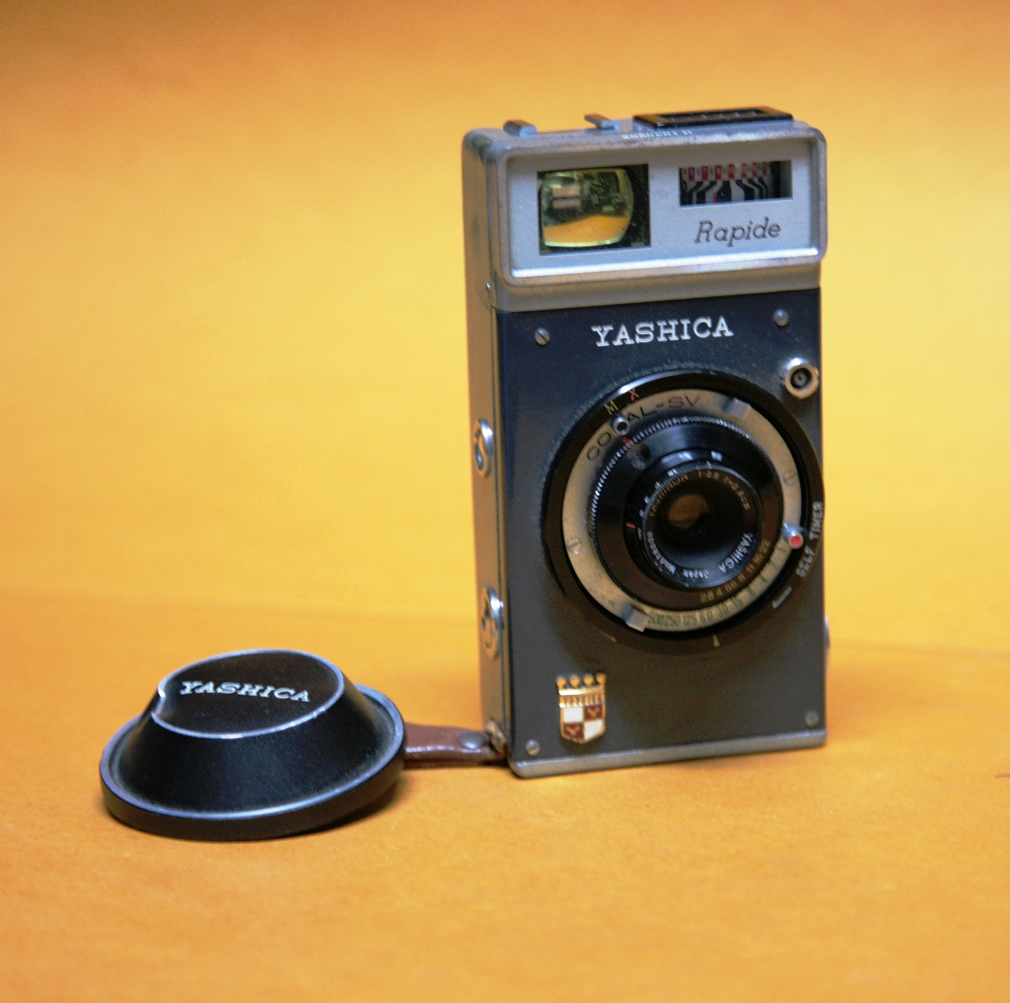
YASHICA Rapide

- ヤシカラピード（1961年発売） - 大ヒットとなった「オリンパス・ペン」（1959年発売）に対抗して開発された。基本の構え方でフルサイズと同様の横長の写真が撮れるよう、フィルムを縦送りとした。機体は縦長の独特のスタイルが特徴で、機体底部の革製ストラップを引くことでフィルムの巻き上げを行うユニークな設計を採用。
- ヤシカセクエル（1962年発売） - 箱形の機体底部にグリップを装着する8ミリシネカメラ風のユニークなデザインのカメラ。当時としては珍しい電動モータードライブを内蔵。レンズはヤシノン28mmF2.8、シャッター速度はB、1/30～1/250秒。ゾーンフォーカス式を採用。最高毎秒0.8コマの連写性能を持ち、現場記録の連続撮影用として警察向け45mmF4.5レンズ仕様の製品も開発された。後の「京セラサムライ」の原型とも言われる。
- ヤシカ72E（1962年発売） - ヤシカミニスターをベースに「オリンパスペン」タイプのデザインとしたオーソドックスなカメラ。セレン露出計を装備するが、ヤシカミニスターと同様のライトバリュー式を採用。レンズはヤシノン28mmF2.8。小型化のため、通常機体上部にあった巻き上げノブを底部に移動。この方式はフィルム送りが通常のカメラと逆方向となるが、他メーカーにも波及した。
- ヤシカミミー（1963年発売） - 1/60秒の単速シャッターと固定焦点のヤシノン28mmF2.8レンズを装備した普及版カメラ。裏蓋を開けるとフィルムカウンターがリセットされる機構を装備。
- ヤシカミミーS（1964年発売） - ヤシカミミーをゾーンフォーカス式とした機種。
- ヤシカハーフ17（1964年発売） - プログラム式EEカメラでレンズはヤシノン32mmF1.7。後のヤシカエレクトロ35に通じる角の丸い独特のデザインとして人気を呼んだ。
- ヤシカエレクトロハーフ（1965年発売） - 絞り優先式EEカメラ。電子シャッターを採用し、シャッター速度はB、120～1/500秒。手ぶれ警告のチェックボタンを背面に装備。リンクスシリーズとともに後のヤシカエレクトロ35のベースとなった。
- ヤシカハーフ17ラピッド（1965年発売） - ヤシカハーフ17をベースに西ドイツのフィルムメーカー、アグフア・ゲバルト社が提唱した「ラピッド・システム（ドイツ語版）」対応とした機種。フィルムカセットのタブで感度設定を行うため、フィルム感度設定ダイヤルを廃止。巻き戻しが不要のためヤシカハーフ17の底面にあった巻き戻しクランクもついていない。また絞り(EV)リングにAUTO(自動露出)セッティングポイントがなくファインダー内の追針連動露出計で露出を決定する。

|  |  |  |

- ヤシカハーフ17EEラピッド（1965年発売） - ヤシカハーフ17をベースに自動露出機構を継承したラピッドカメラ。機体上面の機種銘は「Half 17 EE Rapid」と「Half 17 Rapid-EE」の二種類がある。
- ヤシカハーフ14（1966年発売） - ヤシカハーフ17のレンズをヤシノン32mmF1.4とした機種。露出計をセレンからCdSに変更し、前面レンズ周囲のデザインが変わった。
- ヤシカハーフ17デラックス（1965年発売）

#### コンパクトシリーズ
コンパクトカメラが一気に普及してカメラはより小さいものが好まれるようになり、さらにコニカC35EFの登場から、明るい大きなレンズは姿を消し、暗い場所でも失敗なく撮影できるエレクトロニックフラッシュがカメラに内蔵されることはもはや当たり前になった。操作も簡便なものが好まれるようになり、レンジファインダーからゾーンフォーカスが主流に替わった。
- ヤシカ35-ME（1974年発売） - エレクトロの大口径・長時間露出路線から気軽なコンパクト路線に移行した最初の機種で、海外で廉価版として販売していた35-MEにセルフタイマーをつけた機種。セルフタイマーが付いてからは、海外では区別のためリンクスEEと名前を変えた。3群4枚のヤシノン38mmF2.8レンズ搭載でプログラムEE、フラッシュ撮影時の絞り自動制御ができるフラッシュマチック装置付き、距離計はなくゾーンフォーカス方式。コニカC35E&Lと酷似したカメラでOEMとも言われている。

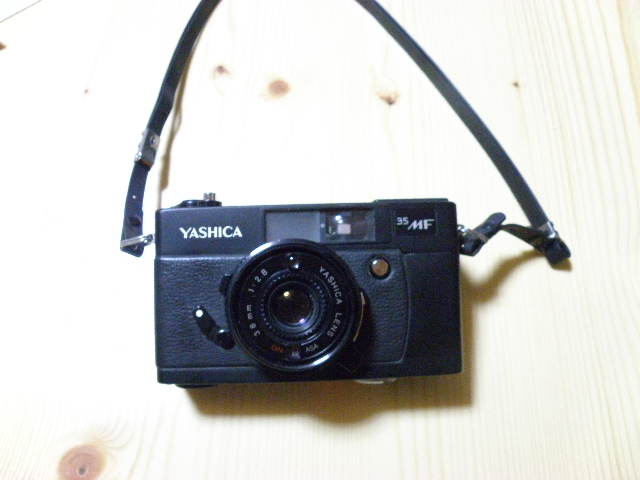
ヤシカ35MF

- ヤシカ35MF（1976年発売） - ヤシカ35-MEをベースにシャッターを簡易型に換装し、フラッシュを搭載した。途中からセルフタイマーが取り付けられた。このカメラからレンズの銘にヤシノンの名が使われなくなった。
- ヤシカスナップ（1978年発売） - ヤシカ35-MEをさらに簡略化したモデル。簡易シャッターによるプログラムEE、レンズは3群3枚38mmF2.8。フラッシュマチックもセルフタイマーもない。シャッターボタン部分のカラーにはバリエーションがあった。海外ではヤシカME-1銘で販売された。
- ヤシカダイアリー（1978年発売） - コンパクトシリーズの最上位機種で、フラッシュに加え日付写しこみ機能を搭載している。ヤシカスナップをベースにフラッシュ、デートユニット、フラッシュマチック、セルフタイマーを取り付け、レンズも3群4枚にスペックアップした。35MFは露出計用とフラッシュ用の電池は別々だったが、ダイアリーでは一系統になった。
- ヤシカフラッシャー（1979年発売） - ダイアリーからデート機能を省いたもの。海外では「ヤシカMF-1」として販売された。
- ヤシカパートナー（1983年発売） - ヤシカスナップの後継機種で、徹底的に簡略化されている。沈胴式レンズで前蓋が付いており、前蓋を開けることでレンズが繰り出す。ピント合わせそのものを廃した固定焦点式で、シャッター速度も1/125秒のみ、露出計は露出アンダー警告（フラッシュ使用指示）機能専用、絞りはお天気マークで合わせる手動式。フラッシュ内蔵ながら、フラッシュマチックもなくフラッシュ撮影時も絞りは距離ピクトグラムによる手動調節。レンズは38mmF4。
- ヤシカMF-2スーパー（2008年発売） - 2008年に「ヤシカブランド」の商標権を獲得した香港のメーカー JNCデイタム・テック・インターナショナルが生産しエグゼモードが国内で発売した。38mmF3.8レンズを搭載。1978年発売の輸出仕様のMF2（ヤシカ・フラッシャーの固定焦点モデル）とは外観が似ている以外は全くの別物で寸法も異なる。内部構造は京セラが海外で販売したMF3（38mmF4のトリプレット・タイプ・レンズを搭載）/MF3スーパー（38mmF3.5のテッサー・タイプ・レンズを搭載）に近いがレンズも含めて、金型を改造して似せた別物と考えた方が良い。

### オートフォーカスコンパクトカメラ

#### ヤシカオートフォーカスシリーズ
ヤシカMG-1までの金属製コンパクトEEカメラ期から一転し、ヤシカエレクトロ35時代から引き続き小西六写真工業（現コニカミノルタホールディングス）に対抗する形でプラスチック機体のオートフォーカス時代に突入した最初のシリーズ。
- ヤシカオートフォーカス（1978年発売） - 市販製品として世界初のオートフォーカスカメラ「コニカC35AF」（1977年発売、小西六写真工業）に続いて登場したオートフォーカスコンパクトカメラ。「ジャスピンコニカ」の愛称で人気を呼んだC35AFに対抗して「ズバピン」の愛称で発売。「ジャスピンコニカ」になかったフォーカスロック機能を初めて搭載した。
- ヤシカオートフォーカスモーター（1981年発売） - ヤシカオートフォーカスに電動巻き上げ機能を付加。レンズはヤシカレンズ38mmF2.8。
- ヤシカオートフォーカスモーターD（1982年発売） - ヤシカ・ダイヤリー以降途絶えていた日付機能を搭載。データバック式。
- ヤシカオートフォーカスモーターII（1985年発売） - ヤシカオートフォーカスのマイナーチェンジ版で香港製。京セラブランドを底部に併記。レンズカバーがスライド式に。
- ヤシカオートフォーカスモーターIID（1985年発売） - ヤシカオートフォーカスモーターIIの日付機能搭載機種。香港製。
- ヤシカパートナーAF/ヤシカパートナーAF-D - 沈胴式のパートナーの後継機の位置づけだが、レンズのスペックやボディ構造から、ヤシカT-AFの下位機種に相当。

#### 京セラ/ヤシカTシリーズ
ヤシカオートフォーカスシリーズをベースにカール・ツァイスのテッサー、バリオテッサーレンズを搭載した高級版後継シリーズ。手軽さとレンズの良さが評価され、京セラのカメラ事業末期まで生産が続いた。
- ヤシカT AF-D（1984年発売） - プラスティックボディーのコンパクトカメラにテッサーT*35mmF3.5レンズを搭載。ベースモデルはヤシカ・パートナーAFで、レンズもコーティング以外は同一。宣伝では女優の大原麗子をイメージキャラクターに採用し、「べっぴんレンズ付き」のキャッチフレーズで注目を集めた。京セラ北海道北見工場で生産。専用アクセサリとして、テレコンバータとワイドコンバータがあるが、T*コーティングはされていない。
- ヤシカT AF（1985年発売） - ヤシカT AF-Dの日付機能なし版。
- ヤシカT AF-D DX（1985年発売） - ヤシカT AF-DのDXコード端子あり版。
- 京セラTD/ヤシカT2（1986年発売） - テッサーT*35mmF3.5レンズを搭載。海外向け「ヤシカT2」は日付機能なしで、京セラTDと同等機種は「ヤシカT2D」。京セラ北海道北見工場で生産。
- 京セラTスコープ（1988年発売） - テッサーT*35mmF2.8レンズを搭載。「ニューアングルスコープ」と名付けた内蔵簡易ウエストレベルファインダーへの切り替えが可能で、機体上面にもファインダー窓を持つ。初期の製品は京セラ北海道北見工場で生産、その後長野岡谷工場に移管。海外向けはヤシカT3/ヤシカT3D。
- 京セラTスコープ2（1990年発売） - 京セラTスコープにフラッシュの赤目軽減機能と連写機能を加えたマイナーチェンジ機種。海外向けはヤシカT3スーパー/ヤシカT3スーパーD。
- 京セラスリムT（1992年発売） - テッサーT*35mmF3.5レンズを搭載して小型化。海外向けはヤシカT4/ヤシカT4D。
- 京セラTプルーフ（1995年発売） - スリムTの後継機だが、実質はTスコープの後継機で、「ニューアングルスコープ」が復活。テッサーT*35mmF3.5レンズを搭載しながらJIS保護等級4の生活防水性能を持たせ、2001年まで製造された。海外向けはヤシカT5/T4スーパー（データバックつきはT5D/T4スーパーD）。
- 京セラTズーム（2002年発売） - ズームレンズのバリオテッサーT*28-70mmF4.5-8を搭載。オートフォーカス機能にパッシブ方式を採用。海外向けはヤシカTズームもしくはヤシカT4ズーム。

- 京セラJシリーズ - ヤシカオートフォーカスシリーズの普及版後継シリーズ。主に香港で生産され、コストダウンのため非オートフォーカスに戻った機種も登場。
  - 京セラJ（1987年発売） - 京セラレンズ32mmF3.5の単焦点機種。機体に「AF」と表記。
  - 京セラJテレ（1988年発売） - 京セラレンズ35mmF5.6および同55mmF8.5の2焦点機種で、オートフォーカスではなく固定焦点式の普及機。海外モデルはヤシカDF-10。
  - 京セラモーターJ（1988年発売） - 京セラレンズ32mmF3.5の単焦点でゾーンフォーカス式の普及機。シャッターは1/125秒の単速。自動巻き上げ、巻き戻し機能を装備。機体には「MOTOR」と表記。

#### 京セラサムライシリーズ

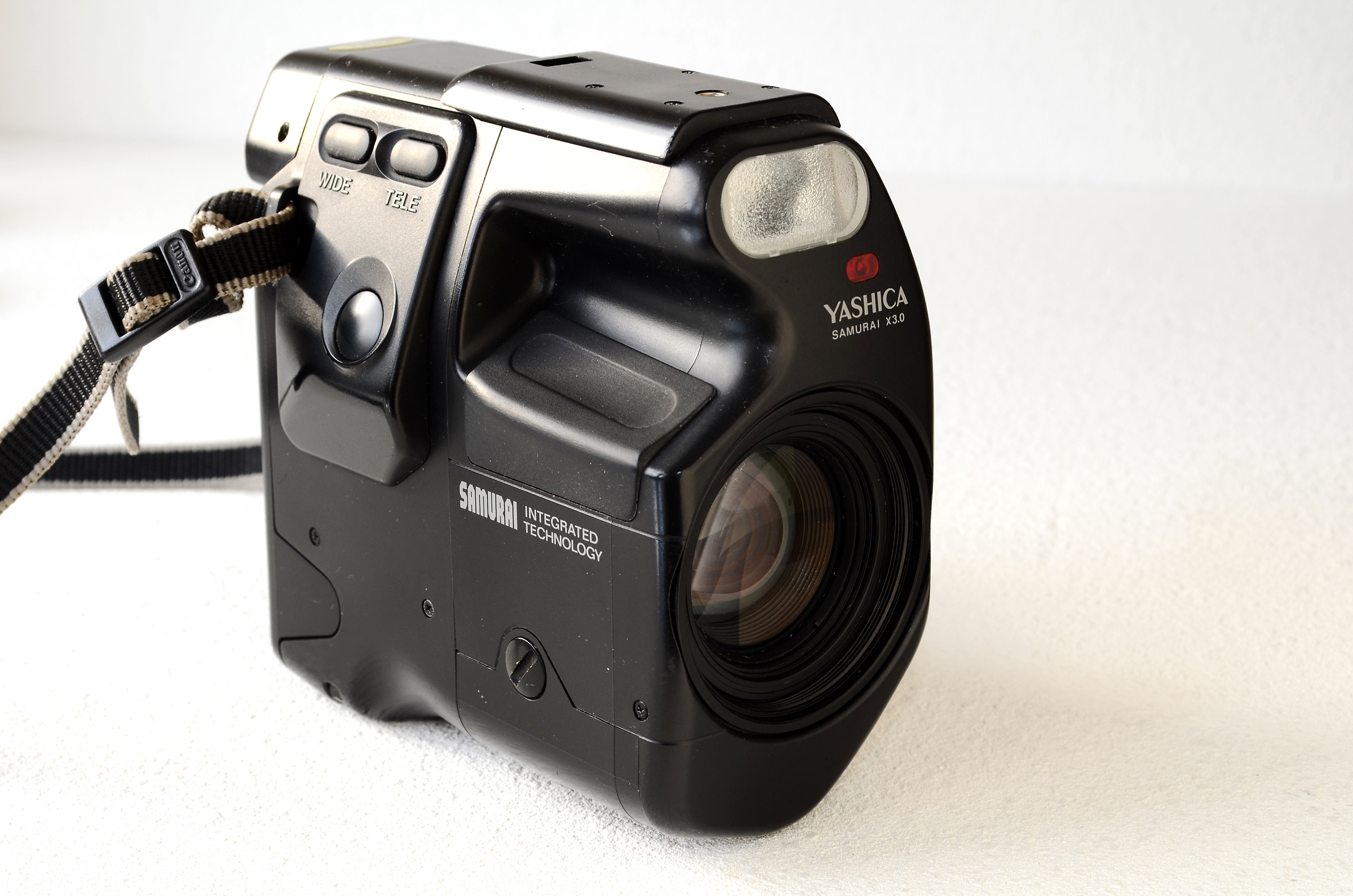
YASHICA SAMURAI x3.0
(輸出仕様)

EEカメラ全盛期に一般的だったハーフ判を久々に採用したオートフォーカスカメラで、コンパクトカメラながら一眼レフ構造を持つ「ブリッジカメラ」の一つ。右手で握るビデオカメラ風の独特の形態と坂本龍一や郷ひろみが出演したTVCMで話題を呼び、左利き用のモデルも並行販売した。明快な操作性が評価され、厳しい商品テストで知られる総合生活雑誌「暮しの手帖」が「オリンパスペンEE-3」以来の使いやすいコンパクトカメラとして推奨した。「サムライビデオ8」なる、8mmビデオムービーを発売したこともあった。ソニーの8ミリビデオの大ヒット商品であるハンディカムTR55等のOEM。
- 京セラサムライ（1987年発売） - 25-75mmF3.5-4.3を搭載。シャッター速度は2～1/500秒。シングルAF（1コマ撮影）、コンティニアスAF（動体追随および連写2コマ/秒）、連続3コマセルフタイマーの各モードを装備。
- 京セラサムライ×4（1988年発売） - インナーフォーカス式の25-100mmF3.5-4.8ズームを搭載。シャッター速度は3～1/300秒。「京セラサムライ」より露出対応範囲が広がり、測距性能も向上。テレコンバーター、ワイドコンバーターなども同時発売。
- 京セラサムライZ/京セラサムライZ-L（1989年発売） - フルサイズのコンパクトカメラの小型化に対抗して設計を一新。レンズは3倍ズーム（25-75mmF3.5-4.3）に戻ったがインナーフォーカス式とした。シャッター速度は4～1/500秒。Z-Lは左手用。フラッシュマチック式ズームフラッシュを搭載。
- 京セラサムライZ2/京セラサムライZ2-L（1989年発売） - Z/Z-Lから露出補正、五重露出、高速連写などの機能を省いた普及機。Z2-Lは左手用。レンズ周囲などのカラーアクセントが紫の「パープル」、赤の「レッド」の各バリエーションも用意。

#### 京セラキャンパスシリーズ
京セラ/ヤシカTシリーズから派生の中級機種。
- 京セラキャンパステレ（1989年発売） - 京セラレンズ35mmF5.6および同55mmF8.5搭載の2焦点式オートフォーカスカメラ。京セラJテレのAF版でAF機構以外は全く同一。シャッター速度は35mm時1/125秒、55mm時1/60秒の固定。
- 京セラキャンパスミニ/ヤシカエレクトロ35AFミニ（1989年発売） - 京セラレンズ34mmF4.5の単焦点オートフォーカスカメラ。日付機能非装備の輸出向けはかつて一時代を築いたヤシカエレクトロ35の名前を冠し、日付機能付きはヤシカエレクトロ35AFミニD。香港で生産された。欧州向けはヤシカAFミニ。
- 京セラシーズン/ヤシカAWミニ（1990年発売） - 京セラTスコープで登場したニューアングルスコープを内蔵。レンズは京セラレンズ32mmF3.5の単焦点。アダプターでパノラマ撮影にも対応する。海外向け日付機能付きはヤシカAWミニD。香港で生産された。
- 京セラツインテック（1991年発売） - 京セラレンズ33mmF3.9および同53mmF6.0の2焦点式。京セラシーズンと同じくニューアングルスコープを内蔵。
- 京セラキャンパスズーム（1995年発売） - 京セラズームレンズ35-70mmF5-9.5搭載の2倍ズーム機。
- 京セラキャンパス70（1996年発売） - 京セラズームレンズ38-70mmF5.2-9.1を搭載しズーム比率は1.8倍。シャンパンゴールドとブラックの2色が登場。海外モデルではヤシカズームデート70/ヤシカエリート70ズーム/ヤシカEZS70ズーム等の別名バージョンが複数ある。

#### 京セラP-mini.シリーズ
海外では主にMinitecシリーズで展開

#### 京セラリンクスシリーズ
海外では主にMicrotec、Micro Eliteのシリーズ名で展開

#### ヤシカズームメイトシリーズ
ズームメイト (Zoomate ) シリーズから、国内でもヤシカブランドが復活した。販売地域によってラインナップが異なる。国内のキャンパス・シリーズの一部モデルが海外ではズームメイト・シリーズに含まれている。更に一部のモデルはエリートズームシリーズとして複数のモデル名で販売されていた。

#### 京セラズームテックシリーズ
比較的レンズが明るい上位機種。一部の機種はウエスト電気（現パナソニック・フォトライティング）からのOEM。
海外ではズームテック（ZOOMTEC ）以外に、EZ ZOOM、SENSATION ZOOM、IMAGE ZOOMと複数名で展開している。

#### ヤシカEZシリーズ
ズームメイトシリーズの後継シリーズ。京セラ世代は国内ではEZ ZOOMとEZ 105 ZOOMの2機種のみ。
“EZ”シリーズはJNCデイタム・テック・インターナショナルが生産するフィルム・カメラやデジタル・カメラに継承されているが、京セラ製の“EZ”シリーズを基にする後継モデルはない。

### マニュアル一フォーカス一眼レフカメラ

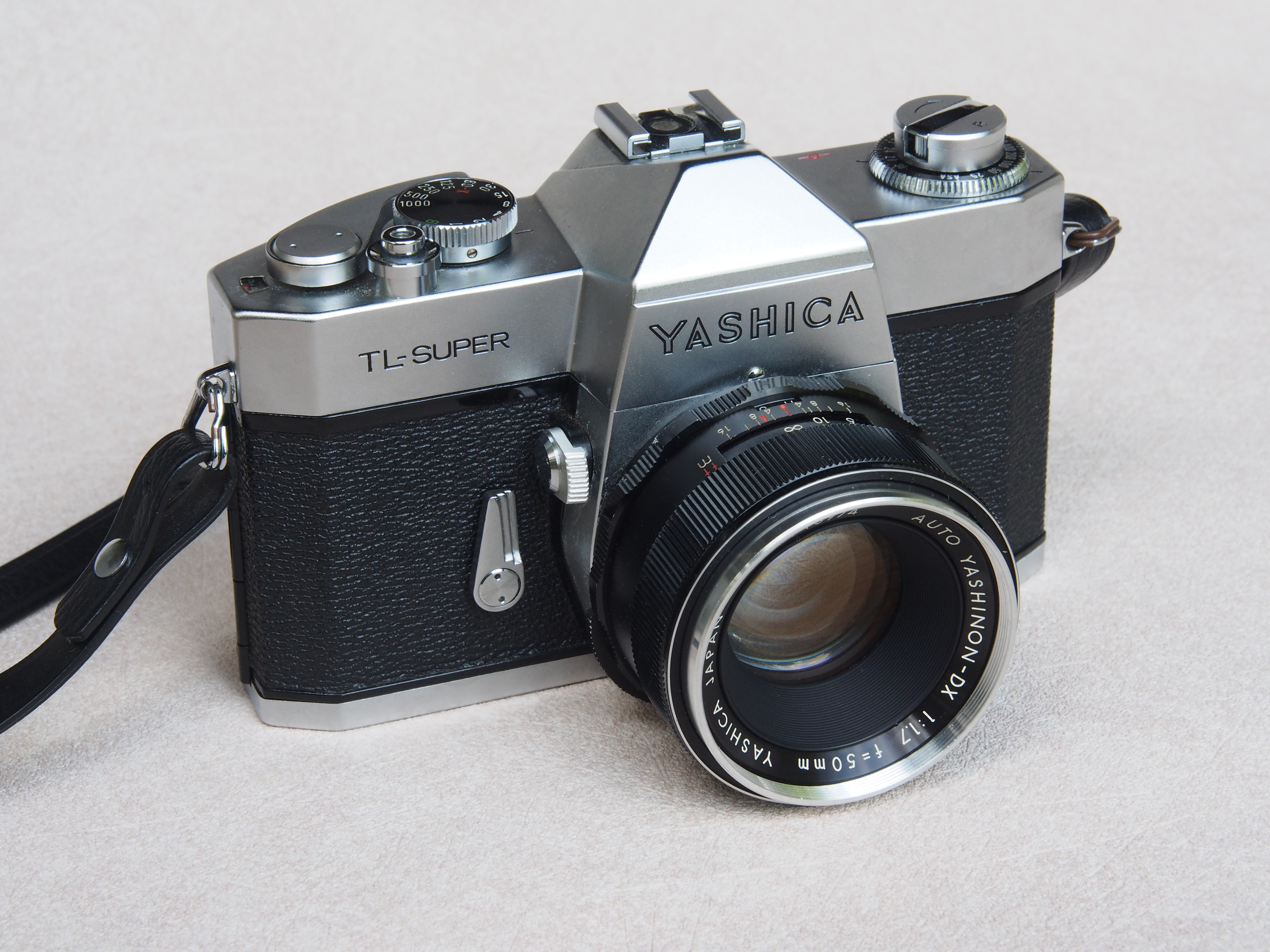
ヤシカTLスーパー

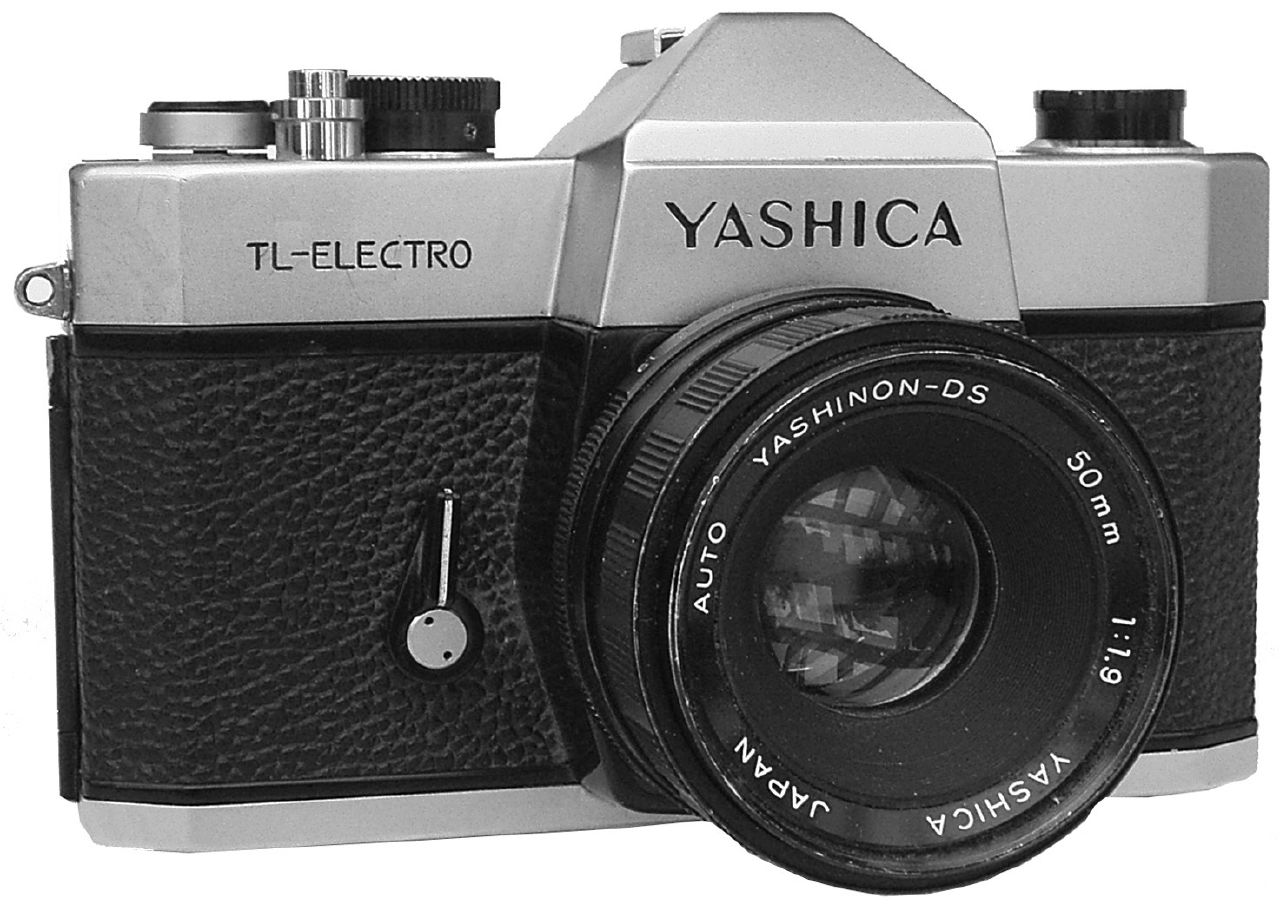
ヤシカTLエレクトロ

- ヤシカペンタマチックシリーズ - ヤシカ最初の35mm一眼レフシリーズ。専用バヨネットマウントを採用。
  - ヤシカペンタマチック（1960年発売）- ヤシカ35mm判一眼レフカメラの第一号。
  - ヤシカペンタマチックII（1961年発売）- 完全自動絞りに対応。
  - ヤシカペンタマチックS（1961年発売）- クリップオン式露出計に対応した。

- ヤシカペンタJ/TLシリーズ - 独自マウントを捨て、M42マウントを採用した35mm一眼レフシリーズ。
  - ヤシカペンタJ（1961年発売）- ペンタマチックSを基本に最高シャッター速度を1/500秒、最低シャッター速度を1/2秒までとし、レバー復帰式半自動絞りM42マウントへ変更したもの。
  - ヤシカペンタJ-3（1962年発売）- ペンタJの外付け式露出計を廃してCdS素子使用の外光式露出計を内蔵。
  - ヤシカペンタJ-5（1964年発売）- シャッター速度1/1000が復活し、フィルムカウンターが自動復帰式になった。
  - ヤシカペンタJ-P（1964年発売）- ペンタJ-5から露出計と1/1000秒シャッターを外して着脱式露出計方式にしたもの。着脱式露出計はペンタマチックS/ペンタJのものと互換性はない。
  - ヤシカペンタJ-4（1965年発売）- ペンタJ-5から1/1000秒シャッターを外したもの。
  - ヤシカTLスーパー（1967年発売）- TTL絞り込み測光方式露出計を内蔵した。ミラーアップ撮影可能。
  - ヤシカペンタJ-7（1968年発売）- ペンタJ-5に1秒低速シャッターを追加したもの。
  - ヤシカTL（1968年発売）
  - ヤシカTLエレクトロ（1969年発売）
  - ヤシカTLエレクトロX（1969年発売）- エレクトロハーフ、エレクトロ35のシリーズで培って来た電子技術を一眼レフに導入した。ただし、まだAE撮影はできず、電子制御の恩恵は2秒の長時間露出とシャッター速度無段階変速のみにとどまった。ヤシカは電気式シャッターと明記していた。コパルのスクエアSE電子メタルフォーカルプレーンシャッターを採用している。
  - ヤシカTLエレクトロX ITS（1970年発売）- TLエレクトロX（55mm F1.2付）のブラックモデル。
  - ヤシカエレクトロAX（1972年発売）
  - ヤシカFFT（1973年発売）
- ペンタJ/TLシリーズ用レンズ（M42マウント） - 発売時期でマイナーチェンジがあり、レンズコーティングを採用したヤシノンDXを経て、最終はマルチコートのヤシノンDS-M。
  - オートヤシノン20mmF3.3
  - オートヤシノンDX20mmF3.3
  - オートヤシノンDS-M20mmF3.3
  - ヤシカDX21mmF3.3 - 要ミラーアップ。
  - オートヤシノンDX28mmF2.8
  - ヤシノンDX35mmF2.8
  - オートヤシノンDX35mmF2.8
  - スーパーヤシノンDX35mmF2.8（プリセット絞り）
  - オートヤシノンDX50mmF1.4
  - オートヤシノンDX50mmF1.7
  - オートヤシノンDS50mmF1.9
  - オートヤシノン5cmF2
  - オートヤシノンDX50mmF2
  - スーパーヤシノン50mmF2.8（プリセット絞り）
  - オートヤシノンDX55mmF1.2
  - オートヤシノンDS-M55mmF1.2
  - オートヤシノン55mmF1.8
  - オートヤシノンDX100mmF2.8
  - オートヤシノンDX135mmF2.8
  - スーパーヤシノン13.5cmF3.5（プリセット絞り）
  - スーパーヤシノンDX13.5cmF2.8（プリセット絞り）
  - オートヤシノンDX200mmF4
  - スーパーヤシノンR200mmF4.5（プリセット絞り）
  - スーパーヤシノンR300mmF5.5（プリセット絞り）
  - オートヤシノンDX300mmF5.6
  - レフレックスヤシノンDX500mmF5
  - スーパーヤシノンR600mmF8（プリセット絞り）
  - スーパーヤシノンR800mmF8（プリセット絞り）
  - オートヤシノンズーム45-135mmF3.5（オート・マニュアル切替）（φ77㎜ねじ込み）
  - オートヤシノンDXズーム80-160mmF4
  - オートヤシノンズーム75-230mmF4.5（輸出専用と思われる。詳細不明）

- ヤシカFR/FX/100シリーズ - いわゆるヤシカコンタックスマウントを採用したシリーズ。
  - ヤシカFR（1977年発売） - マニュアル専用機。コンタックスRTSのワインダーも使用でき、電源アダプターを介せばワインダーからカメラ本体に電源供給がされる。ただしヤシカFR用のヤシカワインダーは電源ピンが短いためコンタックスRTSでは使えない。
  - ヤシカFR-I（1978年発売）  - 絞り優先AE/マニュアル。
  - ヤシカFR-II（1978年発売） - 絞り優先AE専用機。FRデータバッグは使用不可。
  - ヤシカFX-1 - 国内販売なし。FR-1及び139Q（ダイレクト測光は本機のみ）と共通のスペック。ただし、レリーズボタンが機械式である。巻き戻しクランクが電池室になっているため、裏蓋開閉が一般的な巻き戻しクランク部にはなく、底蓋にある。
  - ヤシカFX-2 - 国内販売なし。機械式シャッターを使用。このモデルまで絞りプレビューが可能。
  - ヤシカFX-3、ヤシカFX-7（1979年発売） - ヤシカFX-2の後継機。FX-3が黒、FX-7が銀モデルで国内ではFX-3のみ発売。金型のベースはコンタックス139クォーツ。このモデルから富士光機（現富士フイルムのカメラ製造部門）、河口湖精密（シチズン関連会社）などに生産委託した。
  - ヤシカFX-Dクォーツ（1979年発売） - コンタックス139クォーツの普及機種。専用のFXワインダーも共用可能。
  - ヤシカFX-D SEクォーツ - ヤシカFX-Dの特別機種。フォーカシングスクリーンが斜めスプリットに変更され、ワインダー装着が前提のため、裏蓋にフィルム走給インジケータを装備。
  - ヤシカFX-Aクォーツ - フォーカスエイドモデル。製造数が極端に少ない。国内販売なし。ヤシカFX系の最上位機種。
  - ヤシカFX-3スーパー、ヤシカFX-7スーパー（1985年発売） - 機体に京セラのロゴが入った。FX-3スーパーが黒、FX-7スーパーが銀モデルで国内ではFX-3スーパーのみ発売。

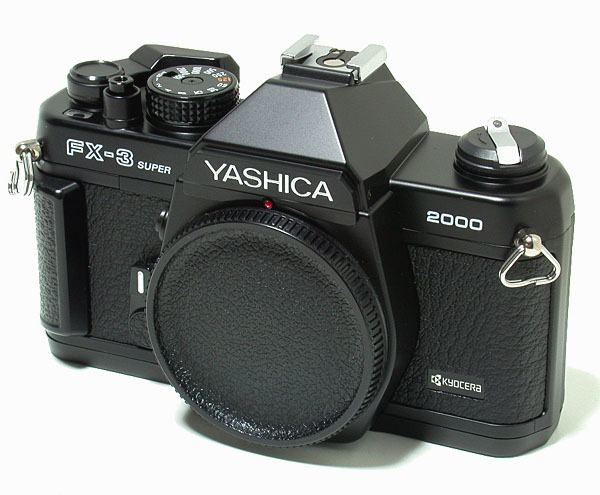
FX-3スーパー2000

  - ヤシカFX-3スーパー2000（1986年発売）FX-3スーパー2000 - 日本国内での発売は1993年3月。黒/銀モデルとも名称を統一したため「FX-7スーパー2000」は存在しない。
  - ヤシカFX-8マルチプログラム - ヤシカ107マルチプログラムの中国向け製品。香港製。このモデルのみ、モデル名の字体が他のFX系と同じ。
  - ヤシカFX-70クォーツ - 絞り優先AE専用機。ヤシカFX-Aの普及機種。
  - ヤシカFX-80マルチプログラム - ヤシカ108マルチプログラムの中国向け製品。香港製。FX-80の字体は他のFX系と異なる。
  - ヤシカFX-103プログラム - プログラムモードを装備し、AEレンズでも連動する。ワインダーは専用。FXデータバッグは本機以外のヤシカFXシリーズには使えないがコンタックス139クォーツおよびコンタックス159MMには使用可能。
  - ヤシカFX-800スーパー - 108マルチプログラムからプログラム機能を省略したモデルで、AE専用機。香港製。
  - ヤシカ107マルチプログラム - 自動巻き上げ、手動巻き戻しプログラムAEとマニュアル露出を備えるがマニュアル露出時は露出計が動作しない。TR7000、レビューAC7、ヤシカFX-8マルチプログラムが同型機。
  - ヤシカ108マルチプログラム（1990年発売） - レビューAC8、ヤシカFX-80マルチプログラムと同型機。
  - ヨドバシカメラ（1990年発売） - ヨドバシカメラ30周年に販売されたカメラ。108マルチプログラムと同型機で、カメラボディ正面部とセットレンズのレンズキャップに「YODOBASHI」、カメラボディ向かって右肩部に「THE30TH ANNIVERSARY」のロゴ表記がある。
  - ヤシカ109マルチプログラム - 国内販売なし。黒とシャンペンシルバーの2色あり。
- FR/FX/100シリーズ用レンズ（ヤシカコンタックスマウント） - ここではML系製品を挙げる。ほかにモノコートのDSB系およびヤシカ・アメリカの企画で富岡光学（現京セラオプテック）が生産したYUS系がある。初期のレンズ群は富岡光学、ヤシカ岡谷工場、世田谷光機（現マミヤデジタルイメージング）、トキナーが製造していたが、終焉期はコシナ製が多い。
  - ヤシカレンズMLフィッシュアイ15mmF2.8 - 対角線魚眼レンズ。7群10枚。最短撮影距離0.3m。フィルター内蔵。
  - ヤシカレンズML20mmF3.3 - 9群11枚。最短撮影距離0.3m。アタッチメントはφ72mmねじ込み。国内販売なし。
  - ヤシカレンズML21mmF3.5 - 8群12枚。最短撮影距離0.3m。アタッチメントはφ72mmねじ込み。
  - ヤシカレンズML24mmF2.8 - 8群9枚。最短撮影距離0.3m。アタッチメントはφ62mmねじ込み。
  - ヤシカレンズML28mmF2.8 - 6群7枚。最短撮影距離0.3m。アタッチメントはφ52mmねじ込み。
  - ヤシカレンズML28mmF2.8c - 5群5枚。最短撮影距離0.23m。アタッチメントはφ49mmねじ込み。
  - ヤシカレンズML35mmF2.8 - 5群6枚。最短撮影距離0.3m。アタッチメントはφ52mmねじ込み。
  - ヤシカレンズML50mmF1.4 - 6群7枚。最短撮影距離0.5m。アタッチメントはφ52mmねじ込み。
  - ヤシカレンズML50mmF1.7 - 5群6枚。最短撮影距離0.5m。アタッチメントはφ52mmねじ込み。
  - ヤシカレンズML50mmF1.9 - 4群6枚。最短撮影距離0.5m。アタッチメントはφ52mmねじ込み。
  - ヤシカレンズML50mmF1.9c
  - ヤシカレンズML50mmF2 - 4群6枚。最短撮影距離0.5m。アタッチメントはφ52mmねじ込み。
  - ヤシカレンズDX50mmF2 - ML50mmF2とは銘板のみの違い。アメリカのみで販売。
  - ヤシカレンズML55mmF1.2 - 6群7枚。最短撮影距離0.5m。アタッチメントはφ55mmねじ込み。
  - ヤシカレンズMLマクロ55mmF2.8 - 4群6枚。最短撮影距離0.25m。アタッチメントはφ52mmねじ込み。
  - ヤシカレンズMLマクロ55mmF4 - 3群4枚。最短撮影距離0.25m。アタッチメントはφ52mmねじ込み。
  - ヤシカレンズMLマクロ100mmF3.5 - 4群6枚。最短撮影距離0.44m。アタッチメントはφ55mmねじ込み。
  - ヤシカレンズMLベローズ100mmF4 - ベローズ用。3群5枚。アタッチメントはφ52mmねじ込み。
  - ヤシカメディカル100　100mmF4 - リングライトを内蔵した医療用特殊レンズ。光学系はヤシカレンズMLベローズ100mmF4と同様。3群5枚。最短撮影距離0.4m、この時レンズ先端より0.147m。前期型は名称にDXが付く（MLが付くモデルはない）。中期型と後期型はリング照明用の電源が異なる。アタッチメントはφ35.5mmねじ込み。デンタルアイII用のテレコンバータが使用可能。
  - ヤシカレンズML135mmF2.8（2種類あり、後期型はDSB135mmF2.8のマルチコート版。下記の"c"タイプは中期型）
  - ヤシカレンズML135mmF2.8c - 4群5枚。最短撮影距離1.5m。アタッチメントはφ52mmねじ込み。
  - ヤシカレンズML200mmF4 - 4群5枚。最短撮影距離2.5m。アタッチメントはφ58mmねじ込み。
  - ヤシカレンズML200mmF4c - 4群5枚。最短撮影距離2.5m。アタッチメントはφ58mmねじ込み。
  - ヤシカレンズML300mmF5.6 - 3群6枚。最短撮影距離4.5m。アタッチメントはφ58mmねじ込み。
  - ヤシカレンズML300mmF5.6c - 3群6枚。最短撮影距離4.5m。アタッチメントはφ58mmねじ込み。
  - ヤシカレンズMLレフレックス500mmF8 - 反射望遠レンズ。レフレックスDX500mmF8とは別物で、RMCトキナー500mmF8に似ている。6群8枚。最短撮影距離2.5m。フィルターはスライド式。
  - ヤシカレンズレフレックス500mmF8 - 反射望遠レンズ。レフレックスDX500mmF8のヤシカコンタックスマウント版。5群6枚。最短撮影距離4m。フィルターはスライド式。
  - ヤシカレンズレフレックス1000mmF11 - レフレックスDX1000mmF11のヤシカコンタックスマウント版。5群6枚。最短撮影距離8m。フィルターは4種内蔵でターレット式。
  - ヤシカレンズMLズーム28-50mmF3.5 - 8群10枚。最短撮影距離1m。アタッチメントはφ72mmねじ込み。
  - ヤシカレンズMLズーム28-85mmF3.5-4.5 - 13群15枚。最短撮影距離1.7（マクロ時0.24）m。アタッチメントはφ67mmねじ込み。
  - ヤシカレンズMCズーム28-80mmF3.9-4.9 - ヤシカ108マルチプログラムのセット品。
  - ヤシカレンズMLズーム35-70mmF3.5 - 8群8枚。最短撮影距離1m。アタッチメントはφ62mmねじ込み。
  - ヤシカレンズMLズーム35-70mmF3.5-4.8
  - ヤシカレンズMLズーム35-70mmF4 - 7群7枚。最短撮影距離0.6m。アタッチメントはφ55mmねじ込み。
  - ヤシカレンズMLズーム35-105mmF3.5-4.5 - 11群15枚。最短撮影距離1.5（0.3）m。アタッチメントはφ55mmねじ込み。
  - ヤシカレンズMLズーム42-75mmF3.5-4.5 - 7群7枚。最短撮影距離1.2m。アタッチメントはφ55mmねじ込み。
  - ヤシカレンズMLズーム70-210mmF4 - 国内販売なし。
  - ヤシカレンズMLズーム70-210mmF4.5 - 9群12枚。最短撮影距離1.5（1.1）m。アタッチメントはφ58mmねじ込み。
  - ヤシカレンズMLズーム70-210mmF4.5-5.6
  - ヤシカレンズMLズーム75-150mmF4 - 9群12枚。最短撮影距離1.5m。アタッチメントはφ52mmねじ込み。
  - ヤシカレンズMLズーム80-200mmF4 - 9群12枚。最短撮影距離1.9m。アタッチメントはφ55mmねじ込み。
  - ヤシカレンズMLズーム100-300mmF5.6 - 10群13枚。最短撮影距離1.5m。アタッチメントはφ58mmねじ込み。

### オートフォーカス一眼レフカメラ
専用の京セラAFマウントを採用。元々、オートフォーカスコンタックスマウントとなるはずの規格だったため、フランジバックはヤシカML/コンタックスRTSマウントと同一。オートフォーカステレコンバーター1.6倍を介するとヤシカコンタックスマウントのレンズが装着可能となり、「ツァイスのレンズでオートフォーカスができる」と話題になった。

### 200AFシリーズボディー
国内向けは京セラブランド、海外向けはヤシカブランドで発売された。
- - 京セラ230-AF/ヤシカ230-AF - 京セラ初のオートフォーカス一眼レフカメラ。古谷一行がCMに起用された。ペンタ部にフィットする形でフラッシュを装着する（クリップオンとは異なる）という形式が採用された。
  - 京セラ210-AF（1987年発売） - ファンクションキーを大型化。スポット測光と露出補正を省略、逆光補正はAEロックのみ。海外販売なし。
  - 京セラ200-AF/ヤシカ200-AF - 京セラ210-AFとほぼ同型ながら一体型ペンタフラッシュが装着不可、電池がリチウムの他単4も可。
  - 京セラ270-AF/ヤシカ270-AF/ヤシカ230-AFスーパー（1991年発売） - デザインを一新し、動体予測オートフォーカス、逆光自動補正などの機能を搭載。内蔵フラッシュはオートフォーカス補助光、赤目防止プリ発光を搭載。
  - 京セラ300-AF/ヤシカ300-AF（1993年発売） - このシリーズの最終機。パワーズームレンズと組み合わせるとパワーズームが可能。このモデルのみマウントが樹脂製。

### 200AFシリーズレンズ
- - AF24mmF2.8
  - AF28mmF2.8
  - AF50mmF1.8
  - AFマクロ60mmF2.8
  - AF28-70mmF3.5-4.5マクロ
  - AFパワーズーム28-70mmF3.5-4.5
  - AF28-85mmF3.5-4.5マクロ
  - AF35-70mmF3.3-4.5マクロ
  - AF35-70mmF3.3-4.5cマクロ - AF35-70mmF3.3-4.5マクロとはマウント側の形状が異なる。
  - AF35-105mmF3.5-4.5マクロ
  - AF70-210mmF4-5.6マクロ
  - AFパワーズーム70-210mmF4-5.6マクロ
  - AF70-210mmF4.5
  - AF75-300mmF4.5-5.6マクロ
  - AF75-300mmF4-5.6マクロ - ヤシカブランドのみ、国内販売なし。
  - AF80-200mmF4-4.8

## 医療用特殊カメラ
一般カメラをベースにした医療用マクロ専用カメラ。100mmF4はメディカル100シリーズと同じレンズを採用。レンズ先端に装着するテレコンバータ等のアクセサリもある。日本では一般市場では入手できなかったが、海外では一般カメラ店でも購入可能だった。
- - ヤシカ・オーラルアイ - エレクトロ35ベース。
  - ヤシカ・デンタルアイ - ヤシカFX-3ベース。装着レンズはMLマクロ55mmF4と同一エレメント。FXワインダーベースのパワーユニット付き。
  - 京セラ・デンタルアイII/ヤシカ・デンタルアイII - ヤシカ107MPベースだが日本製[4]。装着レンズは100mmF4。海外向けはヤシカブランド。
  - 京セラ・メディカルアイ - コンタックスRXベース。装着レンズは100mmF4。海外向けはヤシカデンタルアイIII（YASHICA DENTAL-EYE III ）およびヤシカマクロアイ3000（YASHICA MACRO-EYE 3000 ）。

## 16mmフィルム使用カメラ
- ヤシカ16

## ミノックスフィルム使用カメラ
- ヤシカアトロン（1967年発売）
- ヤシカアトロンエレクトロ - （1971年発売）。アトロンの後継機種で電子シャッター搭載。初代の本家ミノックスに似たスタイルのアルミボディは継承せず、樹脂製のブラックボディ。専用のコピースタンドやアングルファインダー、マグニファイア、ケーブルレリーズ、後付セルフタイマー等アクセサリも充実していた。販売地域に合わせて、距離表示がメートル表示のものと、フィート表示の物がある。カートリッジ・フィルムを使う点を逆手に取った市販モデルとしては珍しいスケルトンタイプもある（フィルム室と光路のみ暗箱）。

## APSフィルムカメラ
- 京セラアルティマ100
- 京セラアルティマ200
- 京セラアルティマ202
- 京セラアルティマ300
- 京セラサムライ4000ix
- 京セラソシアス

## ビデオカメラ
ソニーからのOEM供給を受け、京セラファインムービーFinemovieの名で8ミリビデオカメラおよびDVカメラの販売を行っていた。ソニーがビデオカメラにカール・ツァイスレンズを採用するようになった頃、撤退した。

## リンク
- 京セラAFシステムの世界（「資料室」でヤシカコンタックスマウントレンズについて紹介）